# Grigore C. Moisil
Grigore Constantin Moisil (n. 10 ianuarie 1906, Tulcea, România – d. 21 mai 1973, Ottawa, Ontario, Canada) a fost un matematician român, considerat părintele informaticii românești în urma inventării circuitelor electronice tristabile, și datorită contribuțiilor sale în pregătirea profesională a primilor informaticieni din România.

## Familia
S-a născut la Tulcea pe 10 ianuarie 1906. Străbunicul său, Grigore Moisil (1814-1891), a fost protopop la Năsăud și vicar episcopal greco-catolic pentru ținutul Rodnei, unul din întemeietorii primului liceu (gimnaziu superior) românesc din Năsăud. Tatăl său, Constantin Moisil (1867-1958), a fost profesor de istorie, arheolog, numismat, directorul Cabinetului Numismatic al Academiei și membru de onoare al Academiei Române. Mama sa, Elena (1863-1949) a fost institutoare la Tulcea, apoi directoarea școlii „Maidanul Dulapului”, azi Școala Nr. 74 „Ienăchiță Văcărescu” din București. 
Sora sa, Florica Moisil, a fost mama profesoarei Zoe Petre, decan al Facultății de Istorie a Universității din București, iar fratele său, George C. Moisil (1917-1989) a fost profesor la Catedra de fizică a Institutului/Universității Politehnic(e) București.
A fost căsătorit cu Viorica (n. Constante) Moisil, sora artistului plastic Lena Constante.

## Studii
Urmează școala primară la București, iar studii liceale la Liceul Teoretic „Mihail Kogălniceanu” din Vaslui și Liceul „Spiru Haret” din București între anii 1916-1922. 
În anul 1923 intră ca student la Facultatea de Matematică la Universitatea din București. Părinții săi sunt însă de părere ca o persoană cu aptitudinile lui matematice trebuie neapărat să devină inginer. În anul 1924 intră ca student la Politehnică, secția construcții, deși o chemare mai puternică îl menține legat de Facultatea de Matematică, unde îi are ca profesori pe Dimitrie Pompeiu, mentorul său, Gheorghe Țițeica, Traian Lalescu, Anton Davidoglu. Așa se face că Grigore C. Moisil a fost în același timp student al Politehnicii și al Universității din București. Interesul pentru matematică devine prioritar astfel că în anul 1929 părăsește Politehnica, deși trecuse deja toate examenele din primii trei ani și se afla student în anul IV. Dar în același an își susține teza de doctorat în matematică Mecanica analitică a sistemelor continue, în fața unei comisii conduse de Gheorghe Țițeica și având ca membri pe Dimitrie Pompeiu și pe Anton Davidoglu. Această teză este publicată, tot în 1929, la editura Gauthier-Villars din Paris și va fi apreciată de savanții Vito Volterra, Tullio Levi-Civita, Paul Lévy.
În 1930 pleacă la Paris, unde studiază la Sorbona cu mari matematicieni și participă intens la viața științifică cu note remarcate de profesori. În anul 1931 susține examenul de docență, cu lucrarea Sur une classe de systèmes d'équations aux dérivées partielles de la Physique mathématique. Pleacă la Roma cu o bursă de studii Rockefeller, și studiază între 1931 și 1932 cu matematicianul Vito Volterra.

## Carieră universitară

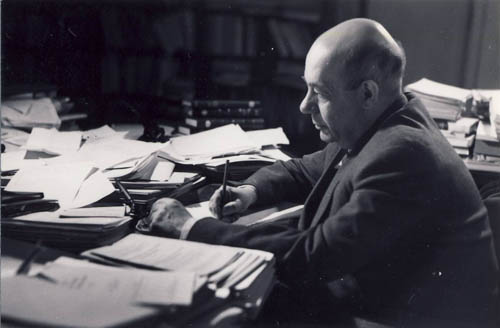
Moisil la masa de lucru

În 1932 se reîntoarce în țară, unde devine profesor provizoriu la  Universitatea din Iași în 1932, apoi Conferențiar universitar în 1935, și Profesor universitar în 1939. Locuiește timp de 10 ani în Iași, legat în mod deosebit de profesorul Alexandru Myller și de biblioteca creată de acesta. Ține primul curs de algebră modernă din România, „Logica și teoria demonstrației”, la Universitatea din Iași. În paralel începe un șir de lucrări despre logicile matematicianului polonez Jan Łukasiewicz. Cercetările sale de logică au stat la baza unei puternice școli de matematică în țară și peste hotare (Argentina, Iugoslavia, Cehoslovacia, Ungaria). În perioada ieșeană realizează o operă fecundă cu idei inovatoare în care se întrezărește concepția lui despre matematică și tehnica lui personală de mânuire a instrumentului matematic, făcând apropieri între idei foarte îndepărtate, utilizând noțiuni din domenii complet deosebite.
În perioada ieșeană de asemenea publică lucrări în domeniile mecanicii, analizei matematice, geometriei, algebrei și logicii matematice. A extins în spațiul cu mai multe dimensiuni derivata areolară a lui Pompeiu și a studiat funcțiile monogene de o variabilă hipercomplexă, cu aplicații la mecanică. A introdus algebre numite de el Łukasiewicz trivalente și polivalente (numite astăzi algebre Łukasiewicz-Moisil) și le-a întrebuințat în logica și în studiul circuitelor de comutație. A elaborat metode noi de analiză și sinteză a automatelor finite și a avut contribuții valoroase în domeniul teoriei algebrice a mecanismelor automate.
În 1941 un post de profesor universitar devine disponibil la Universitatea din București. Patru remarcabili matematicieni români se înscriu la concurs: Gheorghe Vrănceanu,  Dan Barbilian, Miron Nicolescu, și Grigore Moisil. Deși doar Vrănceanu, cel mai senior dintre ei, este inițial selectat, Moisil convinge Ministrul Educației că are în față o ocazie rară de a dezvolta cercetarea matematică din România. În consecință, Ministerul Educației creeaza patru posturi de profesor la Universitatea din București, și îi angajează pe toți patru. Moisil își ia în primire postul în anul academic 1941-1942.
În anii 1940-1950 publică intensiv în domeniul circuitelor electronice. 
Între 1946-1948 este numit ambasador al României la Ankara. În perioada în care a fost staționat în Turcia, a ținut o serie de prelegeri matematice la Universitatea din Istanbul și la Universitatea Tehnică din Istanbul. În 1948, revine la Universitatea din București. 
În anii 1950 devine pasionat de domeniul informaticii. Pe vremea aceea, dicționarul oficial de filosofie, tradus din limba rusă și publicat în 1953, descria domeniul ciberneticii ca "o știință burgheză reacționară îndreptată împotriva clasei muncitoare". În ciuda acestei atitudini guvernamentale, Moisil și-a folosit influența științifică să încurajeze oamenii de știință români în studiul domeniului calculatoarelor. În această perioadă publică Incercari Vechi Si Noi în Logica Neoclasica [New and Old Approaches in Neoclassic Logic], 1953; Teoria Algebrica a Mecanismelor Automate [Algebraic Theory of Automata], 1959; și Circuite cu Tranzistori [Transistorized Circuits], 1961. Aceste cărți au fost traduse în mai multe limbi, inclusiv în rusă și cehă. 
Moisil a sprijinit realizarea primelor calculatoare românești, contribuind la instalarea  primului calculator de construcție românească în 1957 la Institutul de Fizică Atomică. În aceeași perioadă Moisil a avut și inițiativa importantă de a crea un Centru de Calcul la Universitatea din București. Astfel, Universitatea din București a devenit una dintre primele zece universități din lume care aveau un centru de calcul.
A avut contribuții remarcabile la dezvoltarea informaticii și la formarea primelor generații de informaticieni. În anii 1960, a început să țină cursuri de logică matematică și la alte facultăți din afara Universității din București, inclusiv la Politehnica din București, de unde a recrutat și a pregatit inițial ca cercetători pe viitorii oameni de știință Paul Cristea, Petre Dimo, Ion Filotti, și Gheorghe Mărâi. De asemenea, Moisil este cel care a avut ideea introducerii liceelor și facultăților de informatică în România, idee pusă în practică de prietenul său Mircea Malița, Ministru al Invățământului.
Viața sa dedicată matematicii și informaticii l-a consacrat ca un extraordinar om de știință și profesor. Era înzestrat cu un deosebit simț al umorului. Există multe vorbe de duh și anecdote cu Moisil. Multe se găsesc în cărțile pe care le-a scris, sau în cele care s-au scris despre el.

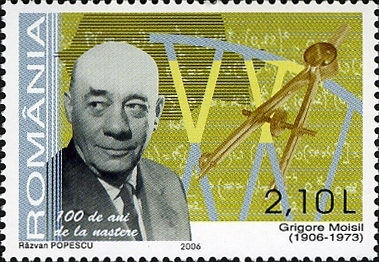
Grigore Moisil pe un timbru românesc

A fost membru al Academiei Române (din 1948), al Academiei din Bologna și al Institutului Internațional de Filosofie. A fost laureat al Premiului de Stat al Republicii Populare Române și i s-a decernat în 1964, prin decret al Consiliului de Stat, titlul ”Om de știință emerit”. În 1963, Grigore Moisil a fost decorat cu Ordinul Muncii.
A fost membru corespondent al Academiei de Științe din România începând cu 21 decembrie 1935 și membru titular începând cu 3 iunie 1941.
Ca membru al Academiei Române, în 1969-1971 a intrat în conflict cu familia dictatorului comunist român, când Moisil s-a opus în mod deschis („Hai să fim serioși”) admiterii în academie a soției dictatorului. În secvență rapidă, a fost scos la pensie, iar grupul său de cercetare a fost dezmembrat.
În aprilie 1973, profesorul Grigore Moisil a plecat însoțit de soția lui, Viorica Moisil, într-o călătorie de o lună și jumătate în Canada și Statele Unite ale Americii, pentru a ține un șir de conferințe. A fost invitat, ca în alte dăți, la universități de renume pentru a vorbi despre subiectul său preferat: logică matematică.  În timpul acestei călătorii, pe 21 mai 1973, după ce vizitase o expoziție de artă eschimosă la Ottawa, a decedat subit, la 67 de ani.
În 1996, societatea internațională a inginerilor în electronică IEEE i-a acordat distincția rară de Computer Pioneer Award (post-mortem).

## Lucrări
- 1929: La mécanique analytique des systèmes continus (teză de doctorat)
- 1931: Sur une classe de systèmes d'équations aux dérivées partielles (lucrare de docență)
- 1935: L'algèbre de la logique
- 1942: Logique modale, Ed. Monitorul Oficial și Imprimeriile Statului.
- 1954: Introducere în algebră. Inele și ideale
- 1957: Scheme cu comandă directă cu contacte și reale, Ed. Academiei.
- 1959: Teoria algebrică a mecanismelor automate, tradus în rusă 1963, cehă 1964, engleză.
- 1960: Funcționarea în mai mulți timpi a schemelor cu relee ideale
- 1961-1962: Circuite cu tranzistori
- 1964: Algebraicka teorie automatu, Praha, Natiladatelstvi ceskosloveskis Akademie Ved
- 1965: Funcționarea reală a schemelor cu contacte și relee, Ed. Academiei.
- 1965: Încercări vechi și noi în logica neclasică
- 1966: Cursurile pentru inginerie de la Yablonna, Polonia, apărute în volumele "Zastosomanie algebr tukasiewycz do teorii ukladov"(...I și II)
- 1967: Théorie structurelle des automates finis, Ed. Gauthier-Villard, Paris.
- 1968: Elemente de logică matematică și teoria mulțimilor, Ed.Științifică.
- 1970: Îndoieli și certitudini, Ed. Enciclopedică Română.
- 1972: Essais sur les logiques non-chrysipiennes, Ed. Academiei.

## Decorații
- Ordinul „Meritul Cultural”, în gradul de Cavaler cl. II, pentru știință (1 februarie 1943)[20]
- Ordinul „23 August” clasa a IV-a (12 august 1959) „pentru activitate rodnică în dezvoltarea științei și culturii din Republica Populară Romînă”[21]
- Medalia „40 de ani de la înființarea Partidului Comunist din Romînia” (6 mai 1961) „pentru merite în activitatea de partid și întărirea regimului democrat-popular”[22]
- titlul de Om de Știință Emerit al Republicii Populare Romîne (18 august 1964) „pentru merite deosebite în activitatea științifică”[23]
- Ordinul „Tudor Vladimirescu” clasa a II-a (30 aprilie 1966) „cu prilejul celei de-a 45-a aniversări de la înființarea Partidului Partidului Comunist din România, pentru merite deosebite în opera de construire a socialismului”[24]
- Ordinul „Meritul Științific” clasa I (26 septembrie 1966) „pentru merite deosebite în activitatea științifică, cu prilejul Centenarului Academiei Republicii Socialiste România”[25]
- titlul de Erou al Muncii Socialiste și medalia de aur „Secera și ciocanul” (4 mai 1971) „cu prilejul aniversării a 50 de ani de la constituirea Partidului Comunist Român, [...] pentru merite deosebite în domeniul științei, artei și culturii”[26]